# Zračna luka Stockholm-Arlanda
Zračna luka Stockholm-Arlanda (IATA: ARN, ICAO: ESSA) je međunarodna švedska zračna luka, koja se nalazi na području grada Märsta, 37 km sjeverno od Stockholma te 40 km jugoistočno od Uppsale.
Zračna luka nalazi se u pokrajini Uppland. To je najveća zračna luka u Švedskoj, a treća po veličini zračna luka u nordijskim zemljama te druga najprometnija u smislu međunarodnih putnika. Zračna luka je glavno odredište za međunarodna zračna putovanja u Švedskoj. Zračnu luku Arlandu koristilo je 19 milijuna putnika u 2012. godini, od toga 14 milijuna stranih putnika i 5 milijuna domaćih.
To je najveća od četiri zračne luke, koje se nalaze u blizini ili u Stockholmu (Stockholm-Bromma unutar samog grada, Stockholm-Skavsta u Nyköpingu oko 100 km južno od Stockholma i Stockholm-Västerås, koja se nalazi u gradu Västeråsu oko 100 km zapadno od Stockholma.